# Vergine Assunta e san Michele Arcangelo
San Michele Arcangelo combatte il demonio e Vergine Assunta tra gli angeli è un dipinto a olio su tavola (243x166 cm) di Dosso Dossi e Battista Dossi, databile al 1533-1534 circa e conservato nella Galleria nazionale di Parma.

## Storia
L'opera nasce con la committenza del duca Alfonso I d'Este per celebrare il rinnovato dominio su Reggio Emilia e Modena. Gli Estensi ne avevano perso il controllo nel 1510 in favore di Papa Giulio II e, una volta recuperata la supremazia in quei luoghi, intese celebrare l'evento collocando due opere votive nel Duomo delle due città. Dosso Dossi e il fratello Battista Dossi eseguirono quindi quest'opera per Reggio, mentre quella destinata a Modena è una Natività ed è tuttora conservata nella Galleria Estense. In entrambi i dipinti è possibile ritrovare riferimenti alla vicenda o probabili ritratti della famiglia Estense.

## Descrizione
L'opera si compone di due piani sovrapposti: nella parte superiore troviamo la Vergine Assunta al cielo, circondata da schiere angeliche, mentre in primo piano si può riconoscere san Michele Arcangelo con il consueto attributo della bilancia per la pesa delle anime legata alla cintura, mentre lotta con il demonio. Sullo sfondo si tagliano paesaggi montani, un borgo turrito e una rappresentazione di apostoli che circondano il sepolcro di Maria, vuoto, nel quale sono nati miracolosamente alcuni fiori